# Michel Polnareff
Michel Polnareff (Nérac, França, 3 de julho de 1944) é um autor, intérprete e compositor francês. Várias composições suas fizeram muito sucesso durante os anos 60 e anos 70, entre eles está 'Love me, please love me'.